# Гесслер, Альбрехт

Герб Гесслера

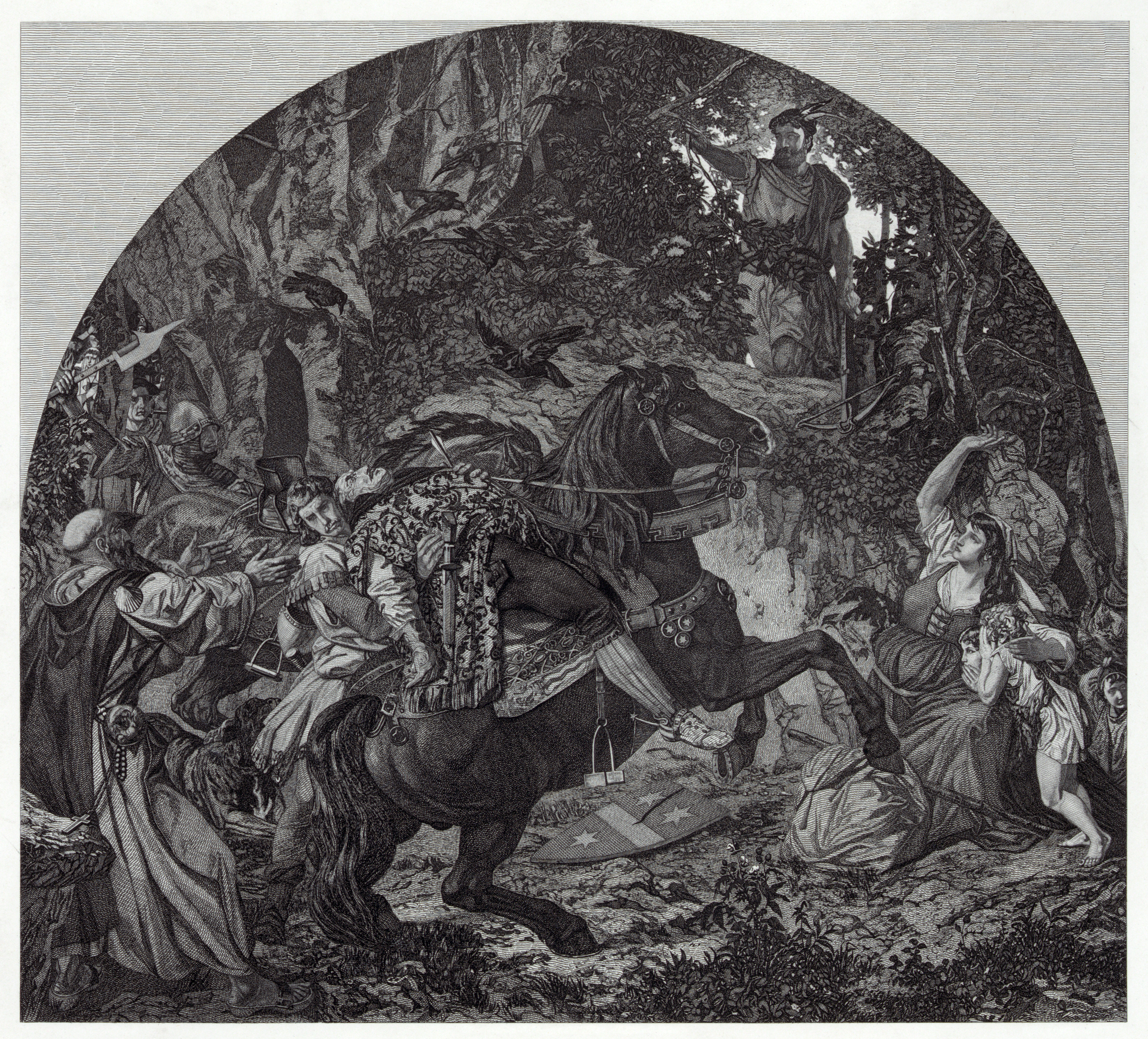
Смерть Гесслера

Альбрехт (Герман) Гесслер (Геслер) граф Брунек (XIII — 1307) — легендарный ландфогт, за свою жестокость застреленный Вильгельмом Теллем.
Согласно наиболее распространённой легенде, был представителем германского короля Альбрехта I в Швейцарии, управлявший землями нынешней Швейцарии, в которой представлял административную, судебную и военную власть.
Историк Эгидий Чуди в своей хронике Chronicon Helveticum, одном из старейших свидетельств ранней истории Швейцарской Конфедерации (XVI век) рассказывает, как жестокий наместник (фогт) Альбрехт Гесслер повесил на площади города Альтдорфа на шесте шляпу австрийского герцога и отдал приказ, чтобы всякий проходящий кланялся шляпе. Молодой крестьянин Телль, известный как отличный стрелок, не исполнил этого приказания, и Гесслер в наказание заставил его стрелять из арбалета в яблоко, поставленное на голову сына стрелка. Телль успешно справился с задачей, но затем он признался, что если бы попал в сына, то другой стрелой убил бы Гесслера. По другой версии, в случае неудачи, Телль убил бы себя второй стрелой.
Разъярённый Гесслер арестовал Телля и отправил на лодке через Люцернское озеро в Кюснахт-ам-Риги, чтобы заключить его в темницу. Внезапный сильный шторм привел команду в ужас, и, поскольку Телль был хорошим моряком, они передали ему руль, но вместо того, чтобы направить судно в Кюснахт-ам-Риги, он сбежал на берег и ушёл в горы. Там он устроил засаду, подстерёг Гесслера на дороге между скалами и убил его стрелой. Таким образом, начав восстание раннего Швейцарского союза против австрийского правления.
Хронологически событие это приурочено к 1307 году.
Гесслер является одним из действующих лиц пьесы «Вильгельм Телль» Фридриха Шиллера.